# Словенска вас (Шентруперт)
Словенска вас (словен. Slovenska vas) је насељено место у општини Шентруперт, регија Југоисточна Словенија, Словенија.

## Историја
До територијалне реорганизације у Словенији била је у саставу старе општине Требње.

## Становништво
У попису становништва из 2011. године, Словенска вас је имала 549 становника.
| Број становника према пописима | Број становника према пописима | Број становника према пописима |
| ------------------------------ | ------------------------------ | ------------------------------ |
| 1991                           | 2002                           | 2011                           |
| 123                            | 136                            | 549                            |

Напомена: Године 2003. повећано за део насеља Раковник при Шентруперту, а затим смањено за део насеља који је везан за насеље Раковник при Шентруперту. Године 2009. извршена је мања размена територија између насеља Словенска вас и Стража.